# Jean-Baudouin Mayo Mambeke
Jean-Baudouin Mayo Mambeke, né le 5 mars 1957 à Bolobo dans la province de Mai-Ndombe, est une personnalité politique congolaise, membre de l'Union pour la nation congolaise (UNC).
De 2019 à 2021, il est vice-Premier ministre et ministre du Budget dans le gouvernement Ilunga depuis le 6 septembre 2019 sous la présidence de Félix Tshisekedi.

## Biographie
Jean-Baudouin Mayo Mambeke, né à Bololo dans le territoire de la province de Mai-Ndombe le 5 mars 1957, cadre de l' Union pour la nation congolaise (UNC) parti cher Vital Kamerhe, porte-parole, inter-fédéral de la ville province de Kinshasa ; ancien vice-ministre des mines de juin 1994 à février 1996, ancien directeur de cabinet adjoint du ministère des PTT de septembre à décembre 1992; ancien directeur de cabinet adjoint du président de l'assemblée nationale de février 2008 à mars 2009; ancien directeur de cabinet du ministère de la recherche scientifique de 2003 à 2004; ancien conseiller juridique à la Société Congolaise des Transports et Ports(SCPT) ex-Onatra de 2004 à 2006; député national élu de la corconscription électoral du Mont-Amba à Kinshasa en 2011 et réélu dans la même circonscription en 2018 puis en 2023 après publication des résultats provisoires des élections législatives. Il est aussi fermier-éleveur et transporteur fluvial.

### Engagement
Jean-Baudouin Mayo Mambeke est un cadre de l'Union pour la nation congolaise. Il est vice-premier ministre, ministre du budget depuis le 6 septembre 2019.

## Vie privée
Jean-Baudouin Mayo Mambeke, marié à madame MBO MPIA Odette et père de 4 enfants, dont 2 filles et 2 garçons.